# San Jorge, Argentina
San Jorge är en ort i Argentina.   Den ligger i provinsen Santa Fe, i den centrala delen av landet, 400 km nordväst om huvudstaden Buenos Aires. San Jorge ligger 109 meter över havet och antalet invånare är 16 873.
Terrängen runt San Jorge är mycket platt. San Jorge är det största samhället i trakten.
Trakten runt San Jorge består till största delen av jordbruksmark. Runt San Jorge är det glesbefolkat, med 13 invånare per kvadratkilometer.